# Sylenth1
Sylenth1, o simplemente Sylenth, es un plugin y sintetizador virtual del tipo VST, creado por Lennar Digital. Fue distribuido como un programa de paga, aunque también tiene su versión de demostración, pero solo tiene un límite de 128 presets, y un sample de voz cada 60 segundos recordará al usuario que la versión completa puede ser comprada. En la versión 3.0.3, LennarDigital anunció la característica de implementar skins al plugin. Sylenth1 ha recibido muchas compras y comentarios de DJ's como Armin Van Buuren, Martin Garrix, R3hab, Avicii, Jay Hardway e incluso KSHMR, considerándolo el mejor plugin VST virtual.

## Polémica sobre supuestas versiones pirateadas
La polémica que se ha creado sobre estas supuestas versiones pirateadas, que afectaron a Avicii, Martin Garrix e incluso Steve Aoki.

### Polémica de Avicii
Avicii, en una entrevista con la Future Magazine Music, da a hablar sobre su remix de la canción de Eric Turner, "Dancing in My Head".
En el minuto 42, los fanes se habían percatado que Avicii usaba una versión pirateada de Sylenth1, bajo el nombre de "Team VTX 2011", un reconocido grupo de hackers que dan gratis este programa de pago.
 Avicii y su Sylenth1 pirata. Nótese que en el nombre de usuario dice "Team VTX 2011".

### Polémica de Martin Garrix
En 2015, en otra entrevista con la Future Magazine Music, Martin Garrix da a conocer como se hizo la canción "Animals", lanzada en 2013 por Spinnin' Records. Deadmau5 había acusado a Garrix a través de Twitter, que el también había usado una versión crackeada por Team AiR, otro grupo de conocidos hackers que dan licencias y programas gratis.
 El Sylenth pirata de Garrix, nótese que dice "Team AiR".
Actualmente LennarDigital ha endurecido sus políticas antipiratería de software, y comunica que los usuarios que sean sorprendidos usando una copia ilegal del software, serán denunciados.
Si se utiliza una versión crackeada, al entrar a la página oficial, esta dirá:
Hemos notado que usas una versión pirata de Sylenth1.
La única manera de descargar nuestro programa es a través de nuestra tienda oficial.

## Modo de pago
Sylenth1 se puede pagar de diversas formas. Su precio formal es de 139 Euros, pagando una cuota mensual de 9.95 Euros.
Su versión completa posee las siguientes características:
- Todos los formatos de plugin (VST/AU/AAX, x86/x64),
- Funciona completamente sin fallos,
- Sin sonidos de molestos,
- Más de 2500 presets,
- 7 skins diferentes,
- Activación para 2 computadoras (Mac y/o PC),
- Presets gratis creados por usuarios,
- Actualizaciones gratuitas.

- Datos: Q30917187